# Howard (Dakota Południowa)
Howard – miasto w Stanach Zjednoczonych, w stanie Dakota Południowa, siedziba administracyjna hrabstwa Miner.